# Friederich Oetker
Friederich Oetker (* 4. August 1982) ist ein deutscher Filmproduzent und Autor.

## Leben
Oetkers Vater, der Unternehmer Roland Oetker, ist ein Neffe des Bielefelder Unternehmers Rudolf-August Oetker. Oetker studierte Produktion und Medienwirtschaft an der HFF München und Betriebswirtschaft an der Cass Business School in London. Er begann seine Karriere 2010 als Assistent des Produzenten Bernd Eichinger, zudem betreute Oetker das Low-Budget-Label „Alpenrot“.
Seit 2015 ist er Produzent und zeichnete u. a. für folgende Filme mitverantwortlich: Der Bernd (2012), Bruder vor Luder (2015), Gut zu Vögeln (2016), Axolotl Overkill (2017), der seine Weltpremiere beim Sundance Film Festival feierte, und Tiger Girl (2017), der das Panorama Special der Berlinale eröffnete. Zuletzt war der von ihm produzierte Dokumentarfilm Das geheime Leben der Bäume in den deutschen Kinos zu sehen.
2020/2021 produzierte Oetker Die Wannseekonferenz als Fernsehfilm für das ZDF, für die er vielfach national und international ausgezeichnet wurde.
Im September 2023 erschien die Netflix-Serie Liebes Kind, die er gemeinsam mit Tom Spieß produzierte, basierend auf dem Bestseller von Romy Hausmann. Die Serie wurde zu einem internationalen Erfolg und erhielt Einzug in die ewige Top Ten der nicht-englischsprachigen Netflix-Serien.
Bei den 52. International Emmy Awards in New York gewann Liebes Kind im November 2024 den Preis in der Kategorie „Fernsehfilm/Miniserie“.[7]
Oetker ist zudem als Autor tätig und Mitglied der deutsche Filmakademie.

## Filmographie (Auswahl)
- 2011: Film Fight (Drehbuch, Idee)
- 2012: Der Bernd (Produzent)
- 2013: 3096 Tage (Associate Producer)
- 2015: Natascha (Executive Producer)
- 2015: Bruder vor Luder (Produzent)
- 2016: Gut zu Vögeln (Drehbuch, Produzent)
- 2017: Axolotl Overkill (Co-Produzent)
- 2017: Tiger Girl (Co-Produzent)
- 2019: Song für Mia (Drehbuch, Produzent)
- 2019: Eine ganz heiße Nummer 2.0 (Associate Producer)
- 2020: Das geheime Leben der Bäume (Produzent, Idee)
- 2020: Berlin, Berlin – Der Film (Co-Produzent)
- 2021: Rumspringa – Ein Amish in Berlin (Produzent)
- 2022: Die Wannseekonferenz (Produzent)
- 2023: Liebes Kind (Produzent)
- 2024: Home Sweet Home – wo das Böse wohnt (Produzent)
- 2025: Pumuckl und das große Missverständnis (Co-Produzent)
- 2025: Die Falle (Produzent)

## Auszeichnungen
- 2017: Sundance Film Festival – Sonderpreis der Jury an Manuel Dacosse (Kamera) für Axolotl Overkill
- 2020: Vancouver International Film Festival – Eco Warrior Award für Das geheime Leben der Bäume[6]
- 2020: Deutscher Naturfilmpreis (Nominierung)[7]
- 2022: „Best Movie Award“ beim BCN Film Fest[8]
- 2022 Civis – Europas Medienpreis für Integration: „Unterhaltung“ (Civis Video Award)[9][10]
- 2022 Deutscher Fernsehpreis: „Bester Fernsehfilm“[11]
- 2022 Günter-Rohrbach-Filmpreis[12][13]
- 2022 „Feature Films“ (Gold-Award) bei den New York Festivals TV & Film Awards[14]
- 2022 „Bester europäischer Spielfilm“ beim Prix Europa[15]
- 2022 Romy für den „Besten Film TV/Stream“ für Friederich Oetker und Reinhold Elschot[16]
- 2022: „3sat-Publikumspreis“ beim Fernsehfilmfestival Baden-Baden[17][18]
- 2023 Grimme-Preis für Die Wannseekonferenz in der Kategorie Wettbewerb Fiktion
- 2024 International Emmy Award in der Kategorie „Fernsehfilm/Miniserie“.[7] für "Liebes Kind"[19]